# Клінічна лікарня «Дубрава»
Дубравська клінічна лікарня (хорв. Klinička bolnica Dubrava) — державна клініка в столиці Хорватії Загребі, одна з провідних лікарень загальнодержавного значення, найсучасніша за архітектурно-будівельним вирішенням лікарня в країні та наймолодша клінічна лікарня, де проводяться заняття для студентів медичного, стоматологічного і фармацевтично-біохімічного факультетів та Вищої школи охорони здоров'я Загребського університету. Розташована на межі парку Максимир і Дубрави, має площу 80 470 м2, її стаціонар розрахований на 750 ліжок.

## Опис
Головний корпус лікарні налічує сім поверхів, верхні чотири з яких використовуються для лікарняних відділень. Відділення у галузі хірургії та внутрішніх хвороб організовані як структурні одиниці на 24 ліжка за принципом покрокової допомоги. 
На першому поверсі розташована поліклініка з лікарями-спеціалістами всіх можливих напрямів, центральний медичний блок з інвазивними й неінвазивними діагностичними лабораторіями, радіологічною діагностикою та діагностикою і терапією з галузі ядерної медицини, а також відділення гемодіалізу та операційний блок із потужностями інтенсивної терапії. З головним корпусом з'єднано дві менші будівлі, у першій знаходиться Поліклініка для систематичних оглядів і відділення клінічної мікробіології та внутрішньолікарняних інфекцій, а в другій — Національний центр психотравм.
Клінічна лікарня «Дубрава» має напоготові 600 ліжок для пацієнтів у стаціонарній частині лікарні (середня завантаженість ліжка 85-90%), на яких щорічно одержують лікування майже 18 000 хворих, а в рамках поліклінічно-консультативного медичного обслуговування надається понад 1 400 000 послуг приблизно 280 тисячам пацієнтів.
Лікарня відіграє ключову роль у системі вторинної медичної допомоги населенню міста Загреб, Загребської жупанії та північно-західної частини Хорватії, а також регулярно надає високодиференційовані діагностичні та терапевтичні процедури пацієнтам з інших регіональних центрів Хорватії. Згідно з положеннями Статуту клінічної лікарні «Дубрава», затвердженого хорватським урядом, у лікарні ведеться високопрофесійна діяльність з охорони здоров'я та викладацька і науково-дослідна робота.

## Історія
Хоча Дубравська клінічна лікарня була збудована і запрацювала у травні 1988 року, її історія набагато довша з огляду на безперервність роботи її попередника — Військового госпіталю, яка сягає 1782 року, коли його вперше сформували з тодішніх гарнізонних лікарень.
Клінічна лікарня Дубрава спочатку планувалася і будувалася для потреб Югославської Народної Армії як великий військовий госпіталь аж на 800 ліжок. Задумана як центр травматології та невідкладної допомоги першого рівня, ця клініка мала всі шанси стати одним із найкращих закладів охорони здоров'я в краї.
У планах — розширення нинішньої лікарні на додаткові 300 ліжок за рахунок площ підвального поверху, де нині розміщуються лабораторії та науково-дослідні потужності, а також добудови 7 поверхів. Планами передбачено створення нового хірургічного крила і додаткових лабораторій та лікарняних палат.
2 листопада 2020 року клінічна лікарня Дубрава стала спеціалізованою лікарнею для боротьби з COVID-19.